# Kacper Gieryk
Kacper Gieryk (ur. 26 marca 2003 w Nakle nad Notecią) – polski kolarz szosowy.

## Osiągnięcia
Opracowano na podstawie:
2021
- 2. miejsce w mistrzostwach Polski juniorów (jazda indywidualna na czas)
- 3. miejsce w mistrzostwach Polski juniorów (start wspólny)

2022
- 1. miejsce w mistrzostwach Polski U23 (jazda indywidualna na czas)

## Rankingi
| Rok             | 2022 | 2023  | 2024  |
| --------------- | ---- | ----- | ----- |
| World Ranking   | 813. | 1032. | 1351. |
| UCI Europe Tour | 611. | -     | -     |
|                 |      |       |       |
| Źródło: UCI     |      |       |       |

## Życie prywatne
Kolarzem był również jego ojciec, Sławomir Gieryk.